# Wargame: AirLand Battle
Wargame: AirLand Battle — компьютерная игра в жанре стратегии в реальном времени, разработанная студией Eugen Systems для Windows, Linux, Mac. Релиз состоялся 30 мая 2013 года.
Игра является сиквелом Wargame: European Escalation. Как и оригинал, она посвящена противостоянию НАТО и ОВД во время холодной войны и охватывает период 1970—1980-х годов.
Название игры — отсылка к концепции «воздушно-наземной операции» (AirLand Battle), разработанной США и НАТО в 1980-е годы.
Игра и её продолжения доступны через Steam.

## Нововведения
Основные отличия игры от Wargame: European Escalation:
- Действие происходит в Скандинавии.
- Четыре новые страны — Дания, Канада, Норвегия, Швеция, имеющие свою собственную боевую технику. Общее количество стран достигло 12, число типов юнитов превысило 700.
- Добавлены боевые самолёты — от дозвуковых машин 1950-х годов (МиГ-17, A-4 «Скайхок») до истребителей четвёртого поколения.
- Упрощена механика боёв в городских условиях.
- Динамическая (нелинейная) одиночная кампания. На ход боевых действий влияют погодные условия и случайные политические события[2].
- Мультиплеер 10 на 10 человек.

## Отзывы
| Сводный рейтинг       | Сводный рейтинг |
| Агрегатор             | Оценка          |
| --------------------- | --------------- |
| GameRankings          | 81,00 %         |
| Русскоязычные издания |                 |
| Издание               | Оценка          |
| Riot Pixels           | 80/100          |

## Сиквел
В январе 2014 года Eugen Systems анонсировала продолжение игры, носящее название Wargame: Red Dragon. Его релиз состоялся 17 апреля 2014 года.